# Liste der Naturdenkmale in Fischbachtal
Die Liste der Naturdenkmale in Fischbachtal nennt die in Fischbachtal im Landkreis Darmstadt-Dieburg in Hessen gelegenen Naturdenkmale. Sie sind nach § 28 Bundesnaturschutzgesetz (BNatschG) geschützt.
| Bild                          | Bezeichnung            | Ortsteil, Lage                       | Beschreibung | Art | Nr. |
| ----------------------------- | ---------------------- | ------------------------------------ | --- | --- | --- |
| mehr Fotos \| Fotos hochladen | Zindenauer Schlösschen | Steinau 49° 44′ 30,1″ N, 8° 47′ 7″ O | geologisches Naturdenkmal, Felsengruppe mit Eichen und Buchen. Bereits vor 1932 als Naturdenkmal genannt, ab 1934 per Verordnung geschützt. Verordnung vom 27. Mai 1959. |     |     |

## Ehemalige Naturdenkmale
| Bild            | Bezeichnung                  | Ortsteil, Lage                       | Beschreibung                                                         | Art | Nr. |
| --------------- | ---------------------------- | ------------------------------------ | -------------------------------------------------------------------- | --- | --- |
| Fotos hochladen | Felsengruppe „Spitzer Stein“ | Nonrod 49° 45′ 19″ N, 8° 48′ 49,9″ O | ehemaliges geologisches Naturdenkmal. Gelöscht am 27. November 1996. |     |     |
| Fotos hochladen | Felsengruppe „Rimdidim“      | Meßbach 49° 44′ 19,8″ N, 8° 48′ 2″ O | ehemaliges geologisches Naturdenkmal. Gelöscht am 27. November 1996. |     |     |

## Belege
1. ↑  
Karte "Umweltschutz". BürgerGIS Landkreis Darmstadt-Dieburg. Landkreis Darmstadt-Dieburg, abgerufen am 4. April 2020.
2. ↑  
Verordnung zur Sicherung von Naturdenkmalen im Landkreis Dieburg. (pdf; 26 kB) Der Kreisausschuß des Landkreises Dieburg, 27. Mai 1959, abgerufen am 21. Juli 2016.
3. 1 2 3  
Horst Bathon, Georg Wittenberger: Die Naturdenkmale des Landkreises Darmstadt-Dieburg mit Biotop-Touren, 2. erweiterte und vollständig überarbeitete Auflage. Hrsg.: Kreisausschuss des Landkreises Darmstadt-Dieburg – Untere Naturschutzbehörde (= Schriftenreihe Landkreis Darmstadt-Dieburg). Darmstadt 2016, ISBN 978-3-00-050136-4, S. 56.

- Karte mit allen Koordinaten:
- OSM |
- WikiMap